# Carl Weyprecht
Carl Weyprecht (Darmstadt, 8 settembre 1838 – Michelstadt, 29 marzo 1881) è stato un esploratore e scienziato austriaco, ufficiale della Marina Militare austro-ungarica.

## Biografia
Eroe della battaglia di Lissa del 20 luglio 1866, dove fu insignito dell'Ordine della Corona Ferrea di III classe per meriti conseguiti sul campo.
Nel 1866/1867 si portò in Messico con la nave a ruota Elizabeth, per una missione di supporto all'arciduca Ferdinando Massimiliano, divenuto imperatore del Messico.
Nel 1871 organizzò, assieme a Julius Payer, una spedizione polare ricognitiva tra Spitzbergen e Novaja Zemlja.
Nel 1872-1874 comandò la spedizione austro-ungarica al polo nord (con Julius Payer comandante delle esplorazioni su terra ed Elling Carlsen come ramponiere), che porterà alla scoperta della Terra di Francesco Giuseppe. Fu la prima spedizione all'Artide a comprendere marinai dell'Adriatico (triestini, istriani, fiumani e dalmati), e con lingua ufficiale l'italiano. Per quest'impresa fu insignito, dall'imperatore Francesco Giuseppe, del prestigioso Ordine di Leopoldo.
Weyprecht è conosciuto soprattutto per le sue esplorazioni polari,  e per l'ideazione dell'Anno Polare Internazionale del 1882-1883, considerato l'atto di nascita della ricerca scientifica internazionale (progetti scientifici realizzati in collaborazione fra gli stati).

L'idea di una ricerca scientifica internazionale, varata nel 1882-1883, ebbe un seguito con le esplorazioni sincronizzate in Antartide del 1901-1903, l'Anno Polare Internazionale 1932-1933, l'Anno Geofisico Internazionale del 1957-1958 e, infine, con i concomitanti e collegati Anno Polare Internazionale, Anno Eliofisico Internazionale, Anno Internazionale del Pianeta Terra e Anno Geofisico Elettronico Internazionale, svoltisi nel periodo del 2007-2009. 

Persa, entrando nella Marina Militare austriaca, la cittadinanza dell'Assia e divenuto apolide, il 18 febbraio 1872 ottenne la cittadinanza austriaca con pertinenza (nel Diritto austriaco la cittadinanza locale o "Heimatsrecht") alla città di Trieste, e come tale organizzò sia la spedizione del 1872-1874, sia l'Anno Polare del 1882-1883.
 
Morì di tubercolosi, conseguenza della spedizione polare del 1872-1874, nel 1881.

## Onorificenze
Croce di Cavaliere dell'Ordine di Leopoldo
Croce dell'Ordine Messicano di Guadalupe
Reale Ordine Prussiano dell'Aquila Rossa
Croce del Reale Ordine italiano dei S.S. Maurizio e Lazzaro
Legion d'Onore
Medaglia d'Oro della Società Geografica di Londra

### In lingua italiana
- Roberto Coaloa; Mediterraneo imperiale: breve storia della marina da guerra degli Asburgo 1866-1918, Udine, GASPARI EDITORE, 2013. ISBN 9788875413378
- Enrico Mazzoli: Dall'Adriatico ai ghiacci. Ufficiali dell'Austria-Ungheria con i loro marinai istriani, fiumani e dalmati alla conquista dell'Artico. EDIZIONI DELLA LAGUNA, Mariano del Friuli 2003, edito per conto del Museo Nazionale dell'Antartide "Felice Ippolito"
- Enrico Mazzoli: Carl Weyprecht, nel 175º anniversario della nascita. Alle origini della ricerca scientifica internazionale. Edizioni Luglio, Trieste 2013. ISBN 978-88-6803-043-8
- Enrico Mazzoli: Trieste fra i ghiacci. La storia degli uomini, delle istituzioni e delle spedizioni, che hanno fatto di Trieste una "città della ricerca polare". Luglio Editore, Trieste 2012, ISBN 978-88-96940-70-9
- Enrico Mazzoli: Alle origini degli Anni Polari Internazionali.  In IL POLO, Rivista dell'Istituto geografico Polare Silvio Zavatti; Anno LXII-2, Fermo 2007
- Enrico Mazzoli: Il mistero di Cap Wien. Considerazioni su una scoperta geografica della Spedizione Polare Austro-Ungarica del 1872-1874. In IL POLO, Rivista dell'Istituto geografico Polare Silvio Zavatti; Anno LXVII-3, Fermo 2012
- Enrico Mazzoli: L'ufficiale di marina Carl Weyprecht e la ricerca scientifica internazionale. In Rivista Marittima, mensile della Marina Militare, Aprile 2010